# Nationales Cyber-Abwehrzentrum
Das Nationale Cyber-Abwehrzentrum (NCAZ oder auch Cyber-AZ) ist eine Kooperationseinrichtung deutscher Sicherheitsbehörden auf Bundesebene zur Abwehr elektronischer Angriffe auf IT-Infrastrukturen der Bundesrepublik Deutschland und ihrer Wirtschaft.

## Organisation
Die Einrichtung hat auf Basis eines Kabinettsbeschlusses vom 23. Februar 2011 am 1. April 2011 ihre Arbeit aufgenommen. Die offizielle Eröffnung durch Bundesinnenminister Hans-Peter Friedrich fand am 16. Juni 2011 statt. Das Cyber-AZ befindet sich in den Räumlichkeiten des Bundesamt für Sicherheit in der Informationstechnik (BSI) in Bonn. Das BSI stellt als gastgebende Behörde die Räumlichkeiten und die IT-Infrastruktur zur Verfügung. Mit Inkrafttreten der aktuell gültigen Geschäftsordnung zum 1. September 2019 erfuhr das Cyber-AZ eine maßgebliche Weiterentwicklung.
Kernbehörden des Cyber-Abwehrzentrums sind das Bundesamt für Sicherheit in der Informationstechnik (BSI), das Bundesamt für Verfassungsschutz (BfV), das Bundesamt für Bevölkerungsschutz und Katastrophenhilfe (BBK), das Bundeskriminalamt (BKA), der Bundesnachrichtendienst (BND), die Bundespolizei, das Bundesamt für den Militärischen Abschirmdienst (BAMAD) sowie das Bundeswehr-Kommando Cyber- und Informationsraum (KdoCIR). Das Zollkriminalamt (ZKA) und die Bundesanstalt für Finanzdienstleistungsaufsicht (BaFin) sind als assoziierte Stellen beteiligt. Als Partner sind im Cyber-AZ das Cyberabwehr Bayern (CAB), das Hessen CyberCompetenceCenter (Hessen3C) sowie Schwerpunktstaatsanwaltschaften Cyber aus Bamberg und Köln durch vertreten.
Die aufsichtsführenden Stellen über die Betreiber der Kritischen Infrastrukturen (KRITIS) sollen unter Wahrung ihrer gesetzlichen Aufgaben und Befugnisse ebenfalls mitwirken.
Das Cyber-Abwehrzentrum ist laut Bundesregierung keine eigenständige Behörde, weswegen ein Errichtungsgesetz als gesetzliche Grundlage entbehrlich sei. Die Grundlage der Zusammenarbeit seien „Kooperationsvereinbarungen“ der beteiligten Behörden. Dabei sollen alle Mitarbeiter im Cyber-Abwehrzentrum als Verbindungspersonen, unter Wahrung der Zuständigkeit der einzelnen Behörden wie unter Berücksichtigung des Trennungsgebotes zwischen Polizei und Nachrichtendiensten, in ihre jeweiligen Behörden eingebunden bleiben.
Das 2004 eingerichtete Gemeinsame Terrorismusabwehrzentrum (GTAZ) stand strukturell Pate für das Nationale Cyber-Abwehrzentrum.
Laut BMI soll das Cyber-Abwehrzentrum mit keinen EU-Einrichtungen unmittelbar zusammenarbeiten oder kooperieren, jedoch sollen bereits bestehende Strukturen der beteiligten Behörden zur EU genutzt und konsequent ausgebaut werden, um die im Cyber-Abwehrzentrum getroffenen gemeinsamen Entscheidungen zu transportieren. Das BSI kooperiert mit der Europäischen Agentur für Netz- und Informationssicherheit (ENISA), deren geschäftsführender Direktor Udo Helmbrecht zuvor Präsident des BSI war.
Seit 2019 wurde die Funktion eines Koordinators eingerichtet, welche behördenrotierend jeweils für 2 Jahre wahrgenommen wird. Das BKA stellte den ersten Koordinator, der Anfang 2022 von einem Nachfolger vom BND abgelöst wurde.  Unterstützt wird der Koordinator durch zwei Stellvertreter, derzeit aus dem BSI und dem KdoCIR.

## Aufgaben
Die zentralen Aufgaben des Abwehrzentrums sollen – nach Minister Friedrich – die Prävention, Information und Frühwarnung gegen sogenannte Cyber-Angriffe sein. Unter einem Cyber-Angriff wird dabei gemäß der „Cyber-Sicherheitsstrategie für Deutschland“ ein IT-Angriff im Cyber-Raum verstanden, der sich gegen einen oder mehrere andere IT-Systeme richtet und zum Ziel hat, die IT-Sicherheit zu brechen.
Als Cyber-Angriffsarten gelten dem BSI beispielsweise Identitätsdiebstahl, Hacking, Trojaner-Angriff, Distributed-Denial-of-Service-Angriff und Internet-Strukturangriffe (wie BGP-hijacking).
Die Notwendigkeit für die Einrichtung des Nationalen Cyber-Abwehrzentrums wurde unter anderem begründet mit den seit 2005 zunehmenden, zielgerichteten elektronischen Angriffen auf Behörden und Wirtschaftsunternehmen in Deutschland, die der Volksrepublik China zugerechnet werden (u. a. GhostNet), und mit hochkomplexen Angriffen wie Stuxnet, die den Vereinigten Staaten und Israel zugerechnet werden.
Laut BSI werden zur Erstellung von Handlungsempfehlungen unter anderem Informationen über Täterbilder sowie über Schwachstellen in IT-Produkten ausgetauscht und IT-Vorfälle, Verwundbarkeiten und Angriffsformen analysiert.
Während das NCAZ ziviler Kontrolle untersteht und ebenso nur zu zivilen Zwecken geschaffen wurde, ist die äquivalente, militärische Organisation für Cyber-Angelegenheiten das Kommando Strategische Aufklärung. Die hierfür zuständige militärische Organisation ist das zum 1. Juli 2017 in Dienst gestellte Kommando Cyber- und Informationsraum (KdoCIR).
Das NCAZ berät den zeitgleich neugeschaffenen Nationalen Cyber-Sicherheitsrat fachlich und berichtet an diesen.

## Kritik
Kritiker bemängeln, mit nur zehn Mitarbeitern könne das NCAZ diese Aufgaben nicht erfüllen, es handele sich um eine „Mogelpackung“ und „hilfloses Kriegsgeschrei“ und notwendig wäre mindestens das Zehnfache an Mitarbeitern.
Schon kurz nach seiner offiziellen Eröffnung musste sich das Cyber-Abwehrzentrum mit einem Hackerangriff der No-Name-Crew auf das Ortungssystem Patras beschäftigen. Das Spähprogramm PATRAS wertet Positionsdaten aus, die beispielsweise GPS-Empfänger von Fahrzeugen überwachter Schwerverbrecher und mutmaßlicher Terroristen per Mobilfunk übermitteln, zeigt die Bewegungsbilder von Verdächtigen auf dem PC an, und wird von Landeskriminalämtern, Bundeskriminalamt (BKA) und Zoll genutzt. Laut FOCUS meldete das Cyber-Abwehrzentrum im internen Untersuchungsbericht an das Innenministerium den „ersten Datensupergau deutscher Sicherheitsbehörden“; die Hacker hätten auf dem zentralen PATRAS-Server der Bundespolizei in Swisttal-Heimerzheim, auf dem die ungeeignete Server-Software XAMPP installiert sei, schon seit Anfang September 2010 vertrauliche Daten ausgespäht und mindestens 42 Trojaner auf die Festplatten installiert, weswegen die Server abgeschaltet werden mussten.
Auch der Bundesrechnungshof kritisierte 2014 in einem vertraulichen Bericht die Arbeit des Abwehrzentrums. Der Bericht bemängelt insbesondere, dass der Hauptzweck, die Kompetenzen der beteiligten Behörden zu bündeln, nicht erfüllt werde und es keine klare Arbeitsstruktur gebe. Auch sei keine Expertise vorhanden, um die gestellten Aufgaben überhaupt zu erfüllen. Laut Bundesrechnungshof ist unklar, „welche Produkte das Cyberabwehrzentrum regelmäßig erstellt“.